# David Stanton

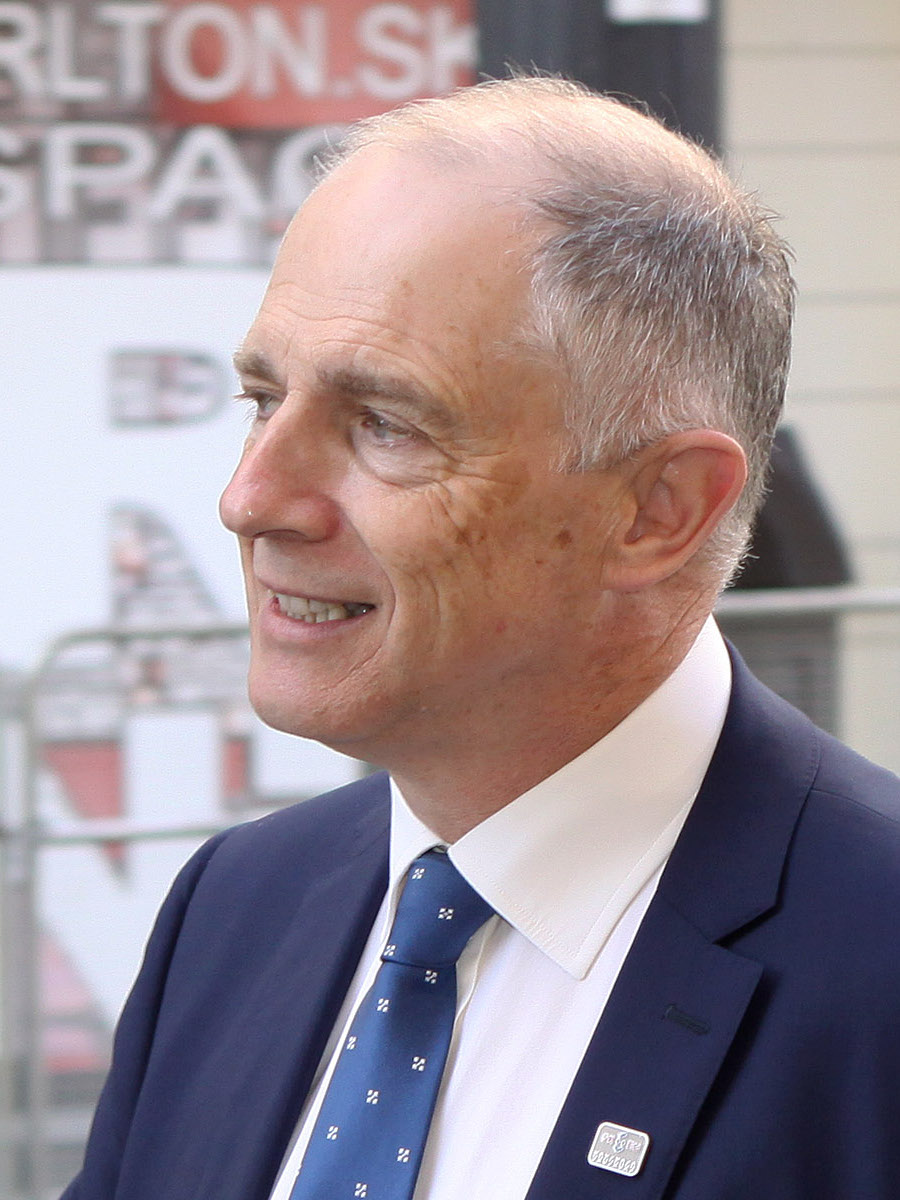
David Stanton (2016)

David Stanton (irisch Daithí de Standún, * 2. Dezember 1957 in Midleton, County Cork) ist ein irischer Politiker und Mitglied der Fine Gael.

## Leben
Stanton wuchs auf einem Bauernhof in Ladysbridge auf und studierte am University College Cork Sozialwissenschaften und Mathematik und schloss dort mit einem Bachelor of Arts ab. Im Anschluss daran arbeitete er als Lehrer für technisches Zeichnen. Stanton erwarb den Dienstgrad eines Offiziers bei den irischen Reserve Defence Forces.
Bei den Wahlen zum Dáil Éireann 1997 erlangte er einen Sitz im Wahlkreis Cork East. Den Sitz im Dáil Éireann konnte er auch noch in den Wahlen 2020 verteidigen. 
Sowohl in der Regierung Kenny II (Ernennung am 19. Mai 2016) als auch in der Regierung Varadkar I (Ernennung am 20. Juni 2017) war er Staatsminister im Justizministerium mit dem Aufgabenbereich für Gleichstellung, Einwanderung und Integration. Mit dem Ende der ersten Regierung Varadkars 2020 schied auch er aus der Regierung aus.

## Privates
David Stanton ist seit 1990 mit Mary Lehane verheiratet, mit der er vier Kinder hat. 